# Govern de Ruanda
El govern de Ruanda està format pel Primer Ministre, els Ministres, els Ministres d'Estat i altres membres nomenats pel President. Els membres del Consell de Ministres són seleccionats d'organitzacions polítiques basant-se en el nombre d'escons que ocupen a la Cambra de Diputats de Ruanda, però els membres del Gabinet no poden pertànyer a la Cambra.

## Membres del Gabinet
| Càrrec                                            | Ministeri                       | Ocupant                     | Data de presa de possessió |
| ------------------------------------------------- | ------------------------------- | --------------------------- | -------------------------- |
| President                                         | Oficina del President de Ruanda | Paul Kagame                 | Març 2000                  |
| Primer Ministre                                   | OPM                             | Édouard Ngirente            | August 2017                |
| Ministre de Govern Local                          | Minaloc                         | Anastase Shyaka             | October 2018               |
| Ministre d'Agricultura i Recursos Animals         | Minagri                         | Gérardine Mukeshimana       | Juliol 2014                |
| Ministre d'Afers Exteriors i Cooperació           | Minaffet                        | Richard Sezibera            | Octubre 2018               |
| Ministre de Finances i Planificació Econòmica     | Minecofin                       | Uzziel Ndagijimana          | April 2018                 |
| Ministre de Defensa                               | MOD                             | Albert Murasira             | Octubre 2018               |
| Ministre de Justícia i Fiscal General             | Minijust                        | Johnston Busingye           | agost 2017                 |
| Ministra de Salut                                 | MOH                             | Diane Gashumba              | Octubre 2016               |
| Ministra en l'oficina del President               | Minipresirep                    | Judith Uwizeye              | agost 2017                 |
| Ministra d'Afers Ministerials                     | Minicaaf                        | Marie-Solange Kayisire      | agost 2017                 |
| Ministre de Comerç i Indústria                    | Minicom                         | Soraya Hakuziyaremye        | Octubre 2018               |
| Ministre d'Educació                               | Mineduc                         | Eugène Mutimura             | Desembre 2017              |
| Ministre d'Infraestructures                       | Mininfra                        | Claver Gatete               | abril 2018                 |
| Ministra de Terres i Boscos                       | Minilaf                         | Francine Tumushime          | Agost 2017                 |
| Ministre de Medi Ambient                          | Minirena                        | Vincent Biruta              | Juliol 2014                |
| Ministra de Cultura i Esports                     | Minispoc                        | Espérance Nyirasafari       | Octubre 2018               |
| Ministre d'Informació, Tecnologia i Comunicacions | MiTEC                           | Paula Ingabire              | Octubre 2018               |
| Ministra de Joventut                              | Miniyouth                       | Rosemary Mbabazi            | agost 2017                 |
| Ministre de Serveis Públics i Treball             | Mifotra                         | Fanfan Rwanyindo Kayirangwa | Agost 2017                 |
| Ministra de Gènere i Promoció de la Família       | Migeprof                        | Solina Nyirahabimana        | Octubre 2018               |
| Ministra de Gestió d'Emergències                  | Minem                           | Germaine Kamayirese         | Octubre 2018               |
| Cap executiu del Rwanda Development Board         | RDB                             | Clare Akamanzi              | Febrer 2017                |
| Representant Permanent a les Nacions Unides       | Minaffet                        | Valentine Rugwabiza         | Octubre 2016               |

## Ministres d'Estat
| Càrrec                                                                                   | Ocupant                  | Data de presa de Possessió |
| ---------------------------------------------------------------------------------------- | ------------------------ | -------------------------- |
| Ministre d'Estat per Agricultura (Minagri)                                               | Fulgence Nsengiyumva     | 2016                       |
| Ministre d'Estat for Educació i Formació Tècnica i Vocacional (Mineduc)                  | Olivier Rwamukwaya       | 2016                       |
| Ministre d'Estat per Educació Primària i Secundària (Mineduc)                            | Isaac Munyakazi          | 2016                       |
| Ministre d'Estat per Govern Local rwsponsable d'Afers Socials (Minaloc)                  | Alvera Mukabaramba       | Octubre 2011               |
| Ministre d'Estat per Govern Local Responsable de Desenvolupament Socioeconòmic (Minaloc) | Cyriaque Harelimana      | Agost 2017                 |
| Ministre d'Estat per Justícia Responsable d'Afers Constiticionals (Minijust)             | Evode Uwizeyimana        | 2016                       |
| Ministre d'Estat per Infraestructures Responsable d'Energia i Aigua (Mininfra)           | Germaine Kamayirese      | Juliol 2014                |
| Ministre d'Estat per Afers Exteriors, Cooperació Regional i afers de l'EAC (Minaffet)    | Olivier Nduhungirehe     | Agost 2017                 |
| Ministre d'Estat per Infraestructures encarregat de transport (Mininfra)                 | Jean de Dieu Uwihanganye | Agost 2017                 |
| Ministre d'Estat per Salut encarregat de Salut Públia i Atenció Primària (MOH)           | Patrick Ndimubanzi       |                            |
| Ministre d'Estat per Finances encarregat de Planificació Econòmica (Minecofin)           | Uzziel Ndagijimana       |                            |